# Olympische Sommerspiele 2004/Teilnehmer (Usbekistan)
| Gelbes Symbol für Goldmedaillen mit stilisierten Olympischen Ringen | Graues Symbol für Silbermedaillen mit stilisierten Olympischen Ringen | Braundes Symbol für Bronzemedaillen mit stilisierten Olympischen Ringen |
| ------------------------------------------------------------------- | --------------------------------------------------------------------- | ----------------------------------------------------------------------- |
| 2                                                                   | 1                                                                     | 2                                                                       |

Usbekistan nahm in Athen an den Olympischen Sommerspielen 2004 zum dritten Mal an den Olympischen Sommerspielen teil. Für das usbekische Team nahmen 78 Sportler in 13 Sportarten teil.

## Medaillen
Mit zwei gewonnenen Gold-, einer Silber- und zwei Bronzemedaillen belegte das usbekische Team Platz 34 im Medaillenspiegel.

### Medaillen nach Sportarten
| Medaillenspiegel Usbekistan |          |   |   |   |        |
| Platz                       | Sportart |   |   |   | Gesamt |
| 1                           | Ringen   | 2 | 1 | - | 3      |
| 2                           | Boxen    | - | - | 2 | 2      |
| Total                       | Total    | 2 | 1 | 2 | 5      |

### Medaillengewinner

#### Gold
| Name                    | Sportart | Wettkampf                           |
| ----------------------- | -------- | ----------------------------------- |
| Artur Taymazov          | Ringen   | Freistil bis 120 kg Männer          |
| Aleksandr Doxturishvili | Ringen   | Griechisch-römisch bis 74 kg Männer |

#### Silber
| Name              | Sportart | Wettkampf                 |
| ----------------- | -------- | ------------------------- |
| Magomed Ibragimov | Judo     | Freistil bis 96 kg Männer |

#### Bronze
| Name                | Sportart | Wettkampf                        |
| ------------------- | -------- | -------------------------------- |
| Bahodirjon Sultonov | Boxen    | Bantamgewicht (bis 54 kg) Männer |
| Oʻtkirbek Haydarov  | Boxen    | Halbschwergewicht (bis 81 kg)    |

## Teilnehmer nach Sportart

### Boxen
- Tulashboy Doniyorov
Fliegengewicht (bis 51 kg)
- Bahodirjon Sultonov
Bantamgewicht (bis 54 kg)
- Bekzod Hidirov
Federgewicht (bis 57 kg)
- Dilshod Mahmudov
Halbweltergewicht (bis 64 kg)
- Sherzod Husanov
Weltergewicht (bis 69 kg)
- Sherzod Abdurahmonov
Mittelgewicht (bis 75 kg)
- Oʻtkirbek Haydarov
Halbschwergewicht (bis 81 kg)
- Igor Alborov
Schwergewicht (bis 91 kg)
- Rustam Saidov
Superschwergewicht (über 91,0 kg)

### Gewichtheben
- Furkat Saidov
Klasse bis 94 kg
- Aleksandr Urinov
Klasse bis 105 kg
- Igor Khalilov
Klasse bis +105 kg

### Judo
- Sanjar Zokirov
Superleichtgewicht (bis 60 kg)
- Murat Kalikulov
Halbleichtgewicht (bis 66 kg)
- Egamnazar Akbarov
Leichtgewicht (bis 73 kg)
- Ramziddin Sayidov
Halbmittelgewicht (bis 81 kg)
- Vyacheslav Pereteyko
Mittelgewicht (bis 90 kg)
- Abdullo Tangriyev
Schwergewicht (über 100 kg)

### Kanu

#### Kanurennen, Männer
- Anton Rjachow
Einer-Kajak 500 m
- Danila Turchin
Einer-Kajak 1000 m
- Aleksey Babadjanov und Sergey Borzov
Zweier-Kajak 500 m
- Danila Turchin und Michail Tarasov
Zweier-Kajak 1000 m
- Aleksey Babadjanov, Dmitriy Strijkov, Sergey Borzov, Anton Rjachow
Vierer-Kajak 1000 m

#### Kanurennen, Frauen
- Yuliya Borzova
Einer-Kajak 500 m

### Leichtathletik

#### Männer
- Erkinjon Isakov
800 m
- Leonid Andreyev
Stabhochsprung
- Sergey Voynov
Speerwurf
- Pavel Andreyev
Zehnkampf
- Vitaliy Smirnov
Zehnkampf

#### Frauen
- Goʻzal Xubbiyeva
100 m
- Lyubov Perepelova
100 m
200 m
- Zamira Amirova
400 m
- Anastasiya Juravlyeva
Weitsprung
Dreisprung
- Olga Shukina
Kugelstoßen
- Liliya Doʻsmetova
Speerwurf

### Radsport
- Sergey Lagutin
Straßenrennen

### Ringen

#### Männer Freistil
- Dilshod Mansurov
Klasse bis 55 kg (Bantamgewicht)
- Damir Zakhartdinov
Klasse bis 60 kg (Federgewicht)
- Artur Tavkazakhov
Klasse bis 66 kg (Leichtgewicht)
- Magomed Ibragimov
Klasse bis 96 kg (Schwergewicht)
- Artur Taymazov
Klasse bis 120 kg (Superschwergewicht)

#### Männer griechisch-römischer Stil
- Aleksandr Doxturishvili
Klasse bis 74 kg (Weltergewicht)
- Aleksey Cheglakov
Klasse bis 96 kg (Schwergewicht)

### Rudern

#### Männer
- Vladimir Tchernenko
Einer
- Sergey Bogdanov und Ruslan Naurzaliyev
Leichtgewichts-Doppelzweier

#### Frauen
- Elena Usarova
Einer

### Schießen

#### Männer
- Vyacheslav Skoromnov
Kleinkaliber Dreistellungskampf 50 m
Kleinkaliber liegend 50 m
Luftgewehr 10 m

#### Frauen
- Alyona Aksyonova
Kleinkaliber Dreistellungskampf 50 m
Luftgewehr 10 m

### Schwimmen

#### Männer
- Ravil Nachaev
50 m Freistil
- Aleksandr Agafonov
100 m Freistil
- Petr Vasilev
200 m Freistil
- Sergey Tsoy
400 m Freistil
- Danil Bugakov
100 m Rücken
- Oleg Sidorov
100 m Brust
- Andrey Morkovin
200 m Brust
- Oleg Lyashko
100 m Schmetterling
- Sergey Pankov
200 m Schmetterling
- Oleg Pukhnatiy
200 m Lagen
- Nikita Polyakov
400 m Lagen

#### Frauen
- Irina Shlemova
100 m Freistil
- Olga Gnedovckaya
100 m Rücken
- Saida Iskandarova
200 m Rücken
- Mariya Bugakova
100 m Schmetterling

### Taekwondo
- Irina Kaydashova
Klasse bis 57 kg
- Natalya Mikryukova
Klasse über 67 kg

### Tischtennis
- Manzura Inoyatova
Frauen, Einzel

### Turnen

#### Gerätturnen
- Oxana Chusovitina
Frauen, Mehrkampf

#### Trampolinturnen
- Yekaterina Xilko
Frauen, Einzel